# مارك كيلمان
مارك كيلمان (بالإنجليزية: Mark Kelman)‏ هو فيلسوف أمريكي، ولد في 20 أغسطس 1951 في نيويورك في الولايات المتحدة.